# Feine Sahne Fischfilet
Pour les articles homonymes, voir FSF.
Feine Sahne Fischfilet est un groupe allemand de punk conscient, originaire de Mecklembourg-Poméranie-Occidentale.

## Histoire

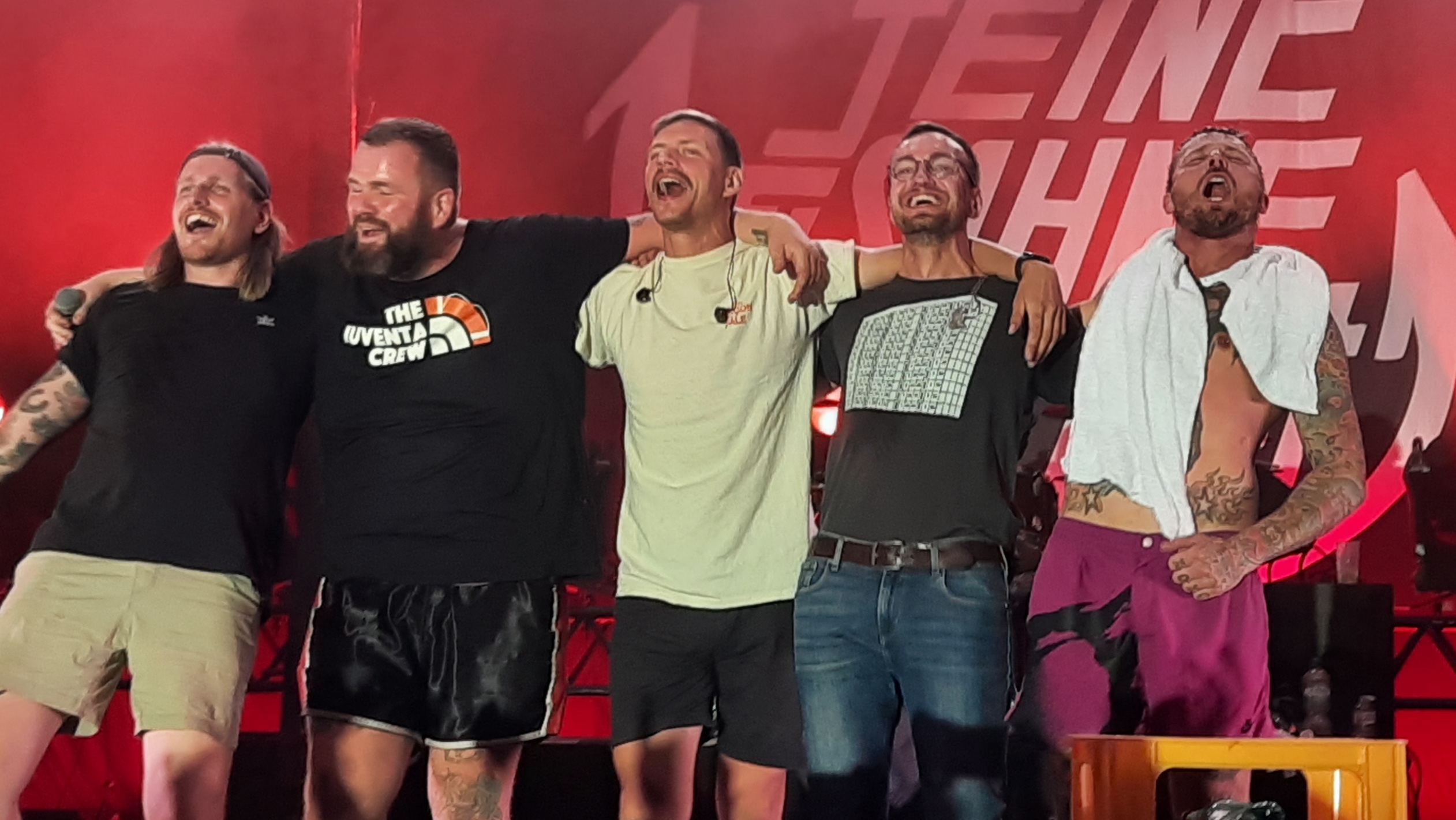
Feine Sahne Fischfilet au festival Wasted, à Jarmen (2023).

Feine Sahne Fischfilet est formé en 2004 par trois élèves et est passé à six membres en 2009. Selon Monchi, le nom du groupe Feine Sahne Fischfilet naît du nom du groupe FSF. L'acronyme aurait d'abord eu une autre signification. Les concerts ont principalement lieu dans les régions rurales du Mecklembourg-Poméranie-Occidentale, où les néonazis sont de plus en plus nombreux. Le groupe se positionne contre le néonazisme, ce qui lui vaut de l'hostilité. Des concerts ont ensuite lieu sous des mesures de sécurité supplémentaires.
Une mention dans le rapport de la protection de la constitution du Mecklembourg-Poméranie-Occidentale permet au groupe d'acquérir une notoriété supra-régionale. Le Verfassungsschutz leur reproche des passages hostiles à l'État et à la police dans une chanson de 2009.
En avril 2022, le groupe annonce que les membres Christoph Sell et Jacobus North s'étaient séparés du groupe et prenaient désormais leur propre chemin. Hauke Segert est présenté comme nouveau guitariste et chanteur.

## Style musical
Le genre du groupe se situe entre le punk rock et le rock indépendant. De nombreuses chansons peuvent être classées dans la catégorie punk conscient (« politpunk » en allemand). Le magazine musical Visions décrit leur musique comme du punk rock qui n'est « pas moderne » et qui fonctionne encore aujourd'hui « comme il l'a toujours fait. Avec de la colère, du cœur et de l'attitude ». Le magazine punk Ugly Punk situe leur musique « du ska-punk, en passant par le punk allemand et du punk-smasher anglophone jusqu'à la ballade indie pop ». taz.de décrit la musique du groupe comme du street-punk avec une légère touche de ska, qui rappelle des groupes comme les Mighty Mighty Bosstones.
Les musiciens, qui se disent inspirés par Die Ärzte et Früchte des Zorn, définissent leur style comme suit : « Ce qu'on fait, ce n'est pas de l'art [...], pas pour la galerie, pas pour la vitrine. [Il] doit être une sorte d'outil pour donner une voix à notre colère contre les racistes, les sexistes, l'homophobie et l'État » Elle se considère comme politique : »... l'antifascisme n'est pas une phrase creuse pour nous. Nous sommes conscients que les néonazis, aussi modernes et proches des citoyens qu'ils se présentent, restent barbares et méprisants. Il faut s'y opposer ! ».
Certains passages des paroles du premier album sont rétroactivement considérés comme sexistes par le groupe. Le chanteur Jan Gorkow, dit Monchi, déclare à ce sujet : « On avait 18 ou 19 ans. Si cet album n'était pas épuisé, nous ne le distribuerions plus ».

## Discographie

### Albums studio
- 2009 : Backstage mit Freunden (Diffidati Records)
- 2010 : Wut im Bauch, Trauer im Herzen (Diffidati Records)
- 2012 : Scheitern und Verstehen (Audiolith)
- 2015 : Bleiben oder Gehen (Audiolith)
- 2018 : Sturm und Dreck (Audiolith)
- 2023 : Alles glänzt (Plattenweg Tonträger)